# NGC 847
NGC 847 je galaksija u zviježđu Andromeda.

## Vanjske poveznice
- SEDS: NGC 847